# Kolovratnik Krisztián
Kolovratnik Krisztián (Budapest, 1977. május 15.) magyar színész, szinkronszínész, zenész, producer, rendező. Saját filmgyártó cégének vezetője.

## Élete
Budapesten született. Édesanyja Kozák Márta (1951) operaénekes. A gimnázium elvégzése után első nekifutásra felvették a Színház- és Filmművészeti Egyetem-re, ahol Horvai István és Máté Gábor osztályában 2000-ben diplomázott. Negyedéves hallgatóként gyakorlatra a Vígszínházba került, melynek a diploma megszerzése után társulati tagja lett.
Színházi szerepei mellett számos nagyjáték- és tv- filmben szerepelt, fotográfiai albumai jelentek meg, fotókiállításai voltak külföldön és idehaza egyaránt, zeneszerzőként színházi előadások, valamint televízió sorozatok zenéit szerezte. Showműsorok, zenei estek konferansziéjaként, valamint beszélgetőestek műsorvezetőjeként is jópár alkalommal láthatta a közönség. 2006-ban Barcelonába költözött és színészi munkáját szabadúszóként folytatta. 2008-ban megalapította saját filmgyártó cégét, a Kolorfilm-et, mely széles spektrumon gyárt filmeket a megrendelt munkáktól a saját alkotásokig. Rendezőként több dokumentumfilmet, tv-sorozatot és reklámfilmet jegyez. 2013-ban feleségével megnyitotta Hold9 by Nemsüti nevű bisztróját, mely azóta is töretlenül várja vendégeit. Hobbiból teniszoktatói diplomát szerzett a Testnevelési Egyetemen, mely foglalkozást nyugdíjas éveire tartogatja.

## Munkássága

### Színház

#### Szerepei
Radnóti Miklós Színház, Budapest
- 1988. október 4:  William Shakespeare (rendező: Valló Péter): Julius Caesar [8]

József Attila Színház, Budapest
- 1990. november 17: Edward Albee (rendező: Valló): Mindent a kertbe – Roger, Richardék fia[9]

Karinthy Színház, Budapest
- 1994. szeptember 9: Neil Simon (rendező: Karinthy Márton): A nagymama soha –Jay[10]

Színház- és Filmművészeti Főiskola, Budapest
- 1998. október 16: Shakespeare (rendező: Máté Gábor): Sok hűhó semmiért –Don Juan[11]
- 1998. november 7: Molnár Ferenc, Szép Ernő, Heltai Jenő, Karinthy Frigyes, Gábor Andor, Nóti Károly, Kellér Dezső (rendező: Benedek Miklós): Színinövendékek avagy zenés műkedvelő kabaré –[12]
- 1998. december 11: Alekszandr Nyikolajevics Osztrovszkij (rendező: Horvai István): Jövedelmező állás – Mikin, tanító[13]
- 1999. január 22: Andrzej Wajda (rendező: Keszég László): Nasztaszja Filippovna – Miskin[14]
- 1999. február 19: George Gershwin (rendező: Iglódi István): Vad nők – Kígyó Sam; Mulatótulajdonos[15]

Pesti Színház
- 1999. december 18: Frank Wedekind (rendező: Zsótér Sándor): A tavasz ébredése – Rilow Jancsi[16]
- 2003. október 17: Méhes László (rendező: ?): Picasso kalandjai – Modell[17]

Gyulai Várszínház, Gyula; Művészet Malom és Teátrum, Szentendre
- 2001. augusztus 8:  Shakespeare (rendező: Alföldi Róbert): A makrancos Kata – Curtio[18]

Vígszínház, Budapest
- 1996. december 8: Spiró György, Jaroslav Hašek: Svejk – Kereskedő[19]
- 1999. március 5:  Shakespeare (rendező: Alföldi): A vihar – Ferdinánd[20]
- 1998. október 10: Presser Gábor (rendező: Marton László): Szent István krt. 14 –[21]
- 1998. december 18: Ben Elton (rendező: Marton): Popcorn – Bill, operatőr[22]
- 1999. szeptember 26:  Shakespeare (rendező: Eszenyi Enikő): Sok hűhó semmiért – Claudio, ifjú firenzei gróf[23]
- 2000. április 9: Graham Chapman (rendező: Méhes): Gyalog galopp – Polgár 5.; Herbert; Ménár atya[24]
- 2000. október 14:  Shakespeare (rendező: Keszég ): Lóvátett lovagok – Longaville[25]
- 2001. április 20: Jurij Karjakin (rendező: Tordy Géza): Bűn és bűnhődés – Lebezjatnyikov[26]
- 2002. szeptember 28: Makszim Gorkij (rendező: Valló): Nyaralók – Vlasz, Varvara öccse[27]
- 2001. október 6: Bertolt Brecht (rendező: Zsótér): A szecsuáni jólélek – Unokaöcs; Pincér[28]
- 2002. november 9: Mark Rozovszkij (rendező: Marton): Legenda a lóról – Kedves; Tiszt[29]
- 2003. március 15: Romhányi József (rendező: Iglódi): Hamupipőke – Gáspár, királyfi[30]
- 2004. április 8: Nyikolaj Vasziljevics Gogol (rendező: Valló): A revizor – Vendéglői szolga[31]
- 2004. október 1: Presser, Sztevanovity Dusán, Horváth Péter (rendező: Marton:[32] A padlás – Meglökő[33]
- 2005. október 9: Tasnádi István (rendező: Méhes): A három testőr – Aramis[34]
- 2006. január 21: Szép (rendező: Forgács Péter): Lila ákác – Leó, zongorista[35]
- ?: Eisemann Mihály (rendező: Marton): Fekete Péter – Benetti báró[36]
- ?: L. Frank Baum, Harold Arlene, Yip Harburg (rendezte Gárdos Péter): Óz, a csodák csodája – Madárijesztő, Hunk[37]
- ?: Békés Pál (rendező: Marton): Össztánc –[38]

Győri Nemzeti Színház
- 2004. október 9: Kiss Csaba (rendező: Kiss): Hazatérés Dániába – A herceg, dán trónörökös[39]

Margitszigeti Szabadtéri Színpad
- 2008. augusztus 15: Shakespeare (rendező: Csizmadia Tibor): Rómeó és Júlia – Tybalt[40]

Budapesti Kamaraszínház
- 2010. március 19: Victor Hugo (rendező: Czukor Balázs): A királyasszony lovagja – Ruy Blas[41]
- 2010. május 15: Christopher Marlowe (rendező: Káel Csaba): Dr. Faustus – Doktor Faustus[42]
- 2010. október 15: John Osborne (rendező: Lukáts Andor): Dühöngő ifjúság – Jimmy Porter[43]
- 2011. április 30: Peter Quilter (rendező: Balikó Tamás): Mennyei! – Cosme McMoon[44]
- ?: Colin Higgins (rendező: Rácz Erzsébet): Harold és Maude – Harold[45]

Rózsavölgyi Szalon Arts & Café, Budapest
- 2012. szeptember 21: (rendező: Sándor Pál): Pereg a Film...Zene –[46]

Játékszín, Budapest
- 2019. november 23: Paolo Genovese (rendező: Czukor): Teljesen idegenek – Rocco[47]
- 2020. október 17: Charles Chaplin (rendező: Szente Vajk): Nagyvárosi Fények  - Milliomos 51[48]
- 2021. június 4:  Szente Vajk (rendező: Szente Vajk): Dominógyilkosság - Barry [48]
- 2023. október 7: Masayuki Suo (rendező: Szente Vajk): Hölgyválasz - Richard White [49]
- 2024 december 7: Dan Brown (rendező: Szente Vajk): A Da Vinci-kód - Robert Langdon professzor [50]

#### Egyéb színházi munkái
Zeneszerző
- 2006. január 21.: Szép Ernő (rendező: Forgács Péter): Lila ákác[35]

## Filmjei

### Játékfilmek
- Film (2000)
- Az utolsó blues (2001)
- Vakvagányok (2001)
- A múzsa csókja (2002)
- Max (2002)
- Tarka képzelet – Rousseau álmai (2003)
- Tarka képzelet – Bruegel álmai (2003)
- Mix (2004)
- Morfium (2004)
- Sorstalanság (2005)
- A másik szoba (2005)
- Szabadság, szerelem (2006)
- Kompakt kis szerelem (2006)
- Miraq (2006)
- Lélek Boulvard (2008)
- Cinka Panna (2008)
- Pirkadat (2008)
- Pánik (2008)
- Eszter hagyatéka (2008)
- Géniusz, az alkimista (2009)
- Szinglik éjszakája (2009)
- Szuperbojz (2009)
- Budapest noir (2017)
- Semmelweis (2023)
- Most vagy soha! (2024)

### Tévéfilmek
- Szomszédok (1994)
- Kávéház
- Kaffka Margit és Bauer Henrik (2003)
- Tea (2003)
- Presszó (2008)
- 200 első randi (2019)
- A mi kis falunk (2021)

### Rendezések
- Naphosszat (2009) - dokumentumfilm - rendező-producer[51]
- Barkács Csaj (2010) - televíziós filmsorozat - rendező-producer[52]
- Pillanatképek egy polihisztorról - Herman Ottó nyomában (2015) - televíziós filmsorozat[53]
- Nyitott szemmel (2015) - televízió sorozat - rendező-producer[54]
- Ha majd egyszer visszanézel (2020) - dokumentumfilm - rendező[55]
- Bringás Brigantik (2022) - televíziós filmsorozat - rendező-producer[51]

## Szinkronszerepei
- Az alkonyat harcosa: Iimuna Michinojo – Fukikosi Micuru
- Csak a kötözött bolondok: Rodney 'Dave' Trotter – Nicholas Lyndhurst
- Csillagkapu
- Csont nélkül: Walter Sherman – Geoff Stults
- Death Note Live Action Movie 1–2: Yagami Light – Fudzsivara Tacuja
- Dr. Csont: Walter Sherman – Geoff Stults (egy epizód)
- Egyedül nem megy: Franck – Guillaume Canet
- Ki vagy, doki?: A Tizedik Doktor – David Tennant
- Maffiózók: Giacomo "Jackie" Aprile Jr. – Jason Cerbone
- Mesék a Végtelen történetből: Atreyu – Tyler Hynes
- Századvég: Eros Rinaldi – Mirko Petrini
- Sikoly: Telefonhang – Roger L. Jackson
- Szívek szállodája: Kirk Gleason – Sean Gunn
- Tudorok – VIII. Henrik angol király
- Mortal Kombat (film, 2021) - Raiden

Emellett a magyar MTV hivatalos szinkronhangja.

## Anime szinkronszerepei
- Bleach – Abarai Renji
- Death Note – A Halállista – Yagami Light
- Death Note Re-Light Special – Yagami Light
- Sámán király

## Díjai
- Súgó Csiga díj (2003)[4]
- Kránitz Lajos-díj (2022)[5]